# Celestyal Crystal
Die Celestyal Crystal war ein Kreuzfahrtschiff, das zuletzt für die zypriotische Reederei Celestyal Cruises im Einsatz war. Das 1980 als Viking Saga gebaute Schiff trug bis zu seiner Abwrackung 2025 zwölf verschiedene Namen.

## Geschichte
Das Schiff wurde 1980 von Wärtsilä in Turku als Viking Saga für Viking Line gebaut und für den Fährverkehr auf der Linie Helsinki-Stockholm eingesetzt. 1986 wurde das Schiff in Sally Albatross umbenannt und für Kreuzfahrten auf der Ostsee verwendet.

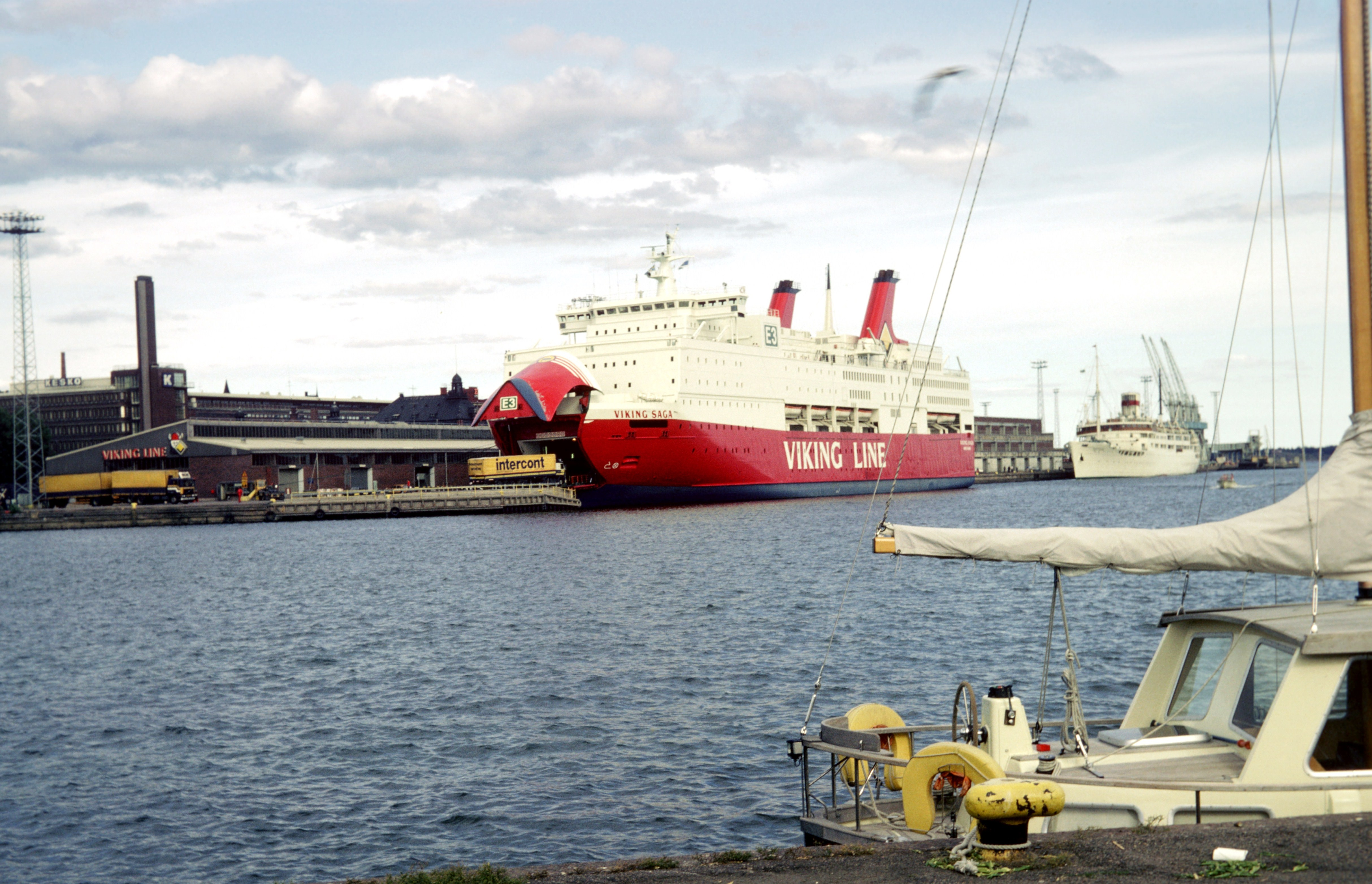
Die Viking Saga im ursprünglichen Erscheinungsbild

1988 wurde die Sally Albatross in der Werft Schichau Seebeck in Bremerhaven umgebaut.
Ein Brand in der Finnboda-Werft zerstörte 1990 große Teile der Aufbauten. Das beschädigte Schiff wurde danach zunächst nach Mäntyluoto in Finnland geschleppt, wo beschädigte Teile entfernt wurden. Das verbliebene Kasko der RoRo-Fähre mit der unbeschädigten Maschinenanlage wurde in verlängerter Form als reines Kreuzfahrtschiff wieder aufgebaut. Da wesentliche Teile des bestehenden Schiffes beim Umbau wiederverwendet wurden, gilt die Sally Albatross rechtlich als dasselbe Schiff und trägt weiterhin dieselbe IMO-Nummer. Am 23. März 1992 wurde das neu aufgebaute Schiff abgeliefert. Es wurde zunächst für Kreuzfahrten auf der Ostsee und nach Tallinn eingesetzt. Am 4. März 1994 lief die Sally Albatross in eisbedecktem Meer auf Grund. Das Schiff wurde in die Vuosaari-Werft geschleppt, wo ab 20. April die nötigsten Reparaturen durchgeführt wurden. Im Oktober 1994 erfolgte ein weiterer Umbau in La Spezia. Anschließend wurde das schwer beschädigte Schiff durch den Nord-Ostsee-Kanal geschleppt.

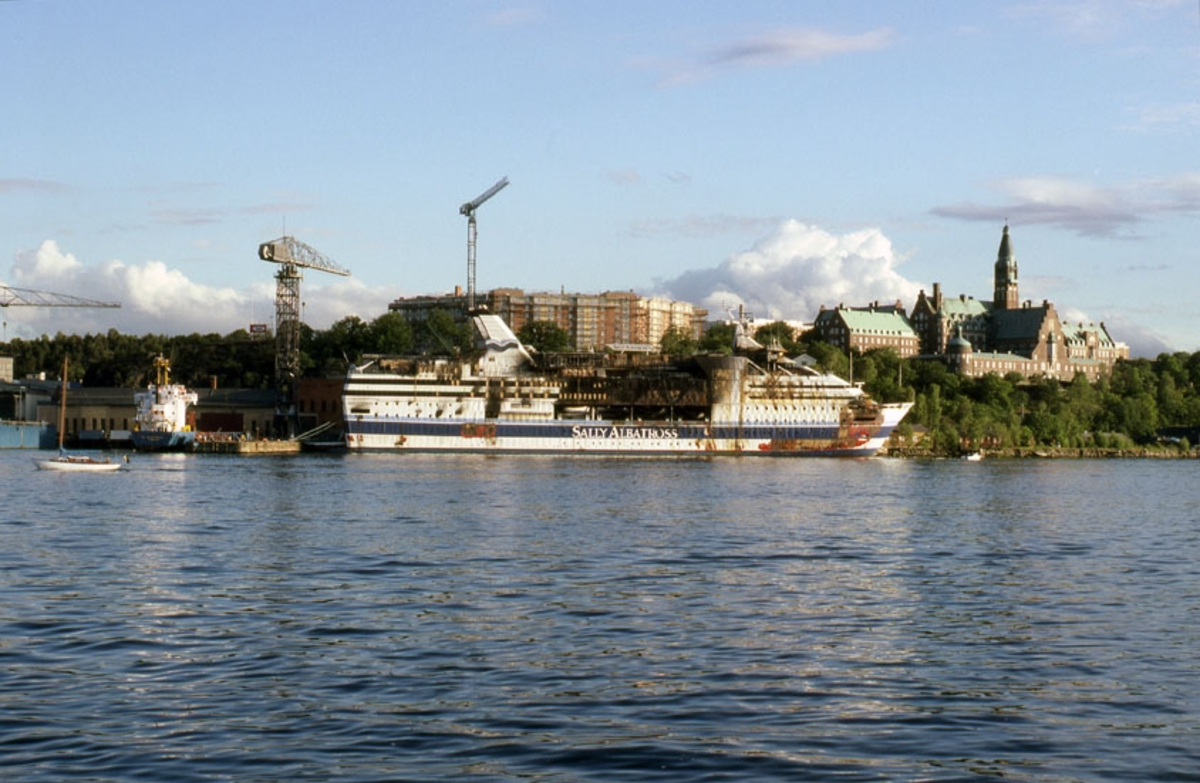
Die ausgebrannte Sally Albatross

Von 1994 bis 2000 war das Schiff an die Norwegian Cruise Line für Kreuzfahrten in der Karibik verchartert und trug den Namen Leeward. Nachdem es von 2000 bis 2001 für Star Cruises in Malaysia unter dem Namen Superstar Taurus gefahren war, ging es 2002 an die Silja Line über, wo es den Namen Silja Opera erhielt und wiederum für Ostsee-Kreuzfahrten sowie für verschiedene Liniendienste ab Helsinki und Stockholm eingesetzt wurde. Nachdem das Schiff ab 2006 in Tilbury aufgelegt war und unter dem Namen Opera den Besitzer wechselte, wurde es seit 2007 von der griechischen Reederei Louis Cruises als Cristal für Mittelmeer-Kreuzfahrten eingesetzt. Von 2011 bis 2014 hieß das Schiff Louis Cristal, im November 2014 wurde es im Rahmen der Umbenennung von Louis Cruises in Celestyal Cruises in Celestyal Crystal umbenannt. Schon im Februar 2012 wurde das Schiff auf die von der griechischen Reederei Optimum Shipmanagement Services vertretene Eignergesellschaft Cristal Trading OPCO übertragen.

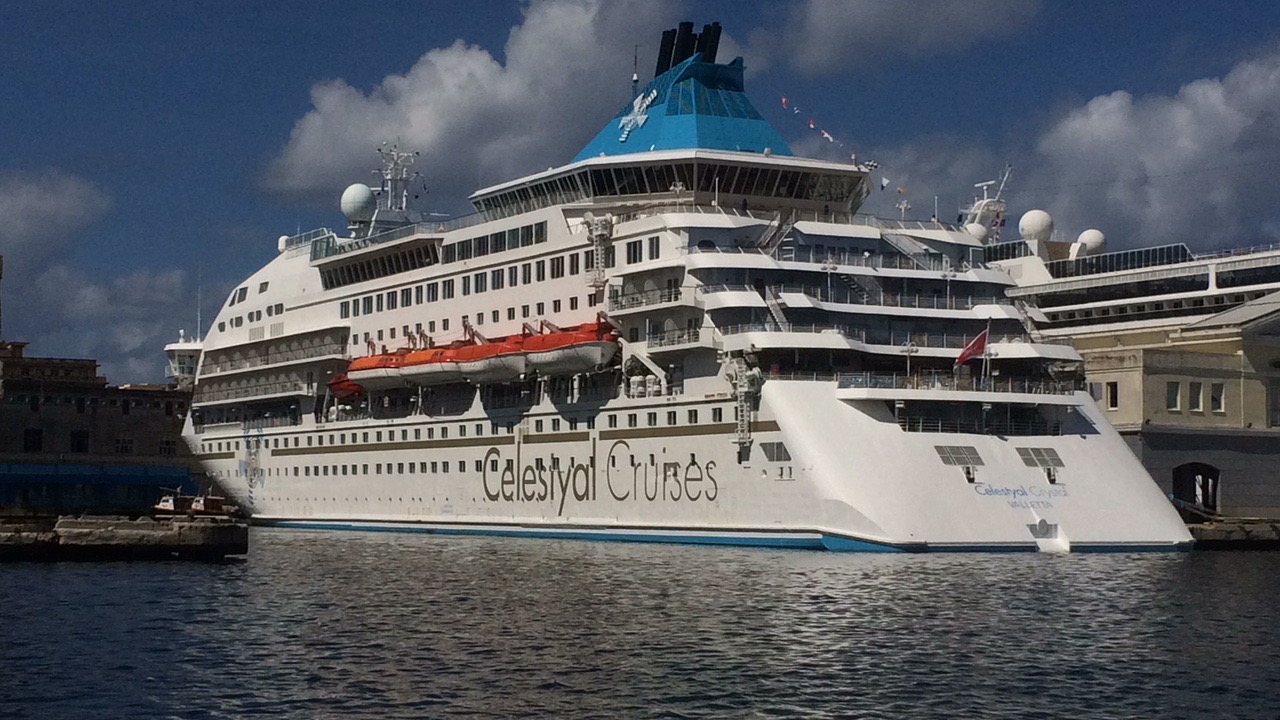
Das Schiff in Havanna (2017)

In der Nacht zum 27. Juni 2015 kollidierte die Celestyal Crystal vor der türkischen Küste mit einem Tankschiff. Hierbei wurde der Bug massiv beschädigt, auch die Brücke hat einen Schaden bei dem Aufprall abbekommen.
Ende August 2023 wurde das Schiff von Celestyal Cruises außer Dienst gestellt, in Piräus aufgelegt und von der neu übernommenen Celestyal Journey ersetzt. Es sollte an einen nicht näher genannten asiatischen Betreiber verkauft werden. Zwischenzeitlich galt in der Fachpresse Shimizu Cruises als Käufer, die sie angeblich unter dem Namen Erena für Kreuzfahrten in Japan einsetzen wollten. Diese Aussage wurde von Celestyal jedoch dementiert und ein Verbleib in der Flotte angekündigt.
Im August 2024 wurde das Schiff in New Dawn umbenannt. An Voyage Shipping Inc. verkauft erhielt es im Frühjahr 2025 den Namen Sun Bright und verließ, umgeflaggt auf die Flagge von Liberia, Ende April Piräus Richtung Oman. Am 1. Mai wurde das Schiff in Right umbenannt und traf unter der Flagge der Komoren am 14. Mai 2025 zur Verschrottung im indischen Alang ein. Kurz zuvor war noch berichtet worden, es sei die Absicht der neuen Eigner, das Schiff für den weiteren Einsatz als Kreuzfahrtschiff oder als schwimmendes Hotel weiterzuverkaufen.

## Schwesterschiffe
Baugleich mit der Viking Saga in ihrer ursprünglichen Form von 1980 war die Regina Baltica, die als Viking Song gebaut wurde.